# Häggdångers kyrka
Häggdångers kyrka är en kyrkobyggnad i Härnösands kommun. Den är församlingskyrka i Häggdångers församling, Härnösands stift.

## Kyrkobyggnaden
Äldsta kyrkan platsen byggdes på 1200-talet. Nuvarande kyrka uppfördes 1784-1785 efter ritningar av arkitekt Per Hagmansson. Kyrktornet byggdes 1848 av Anders Åkerlund efter ritningar från 1827 av arkitekt Carl Gustaf Blom Carlsson. Grunden till kyrktornet lades redan år 1784. Kyrkan har en stomme av sten och består av långhus med rakt kor i öster och torn i väster. Norr om koret finns en vidbyggd sakristia. Ingångar finns på tornet samt mitt på södra långväggen.

## Inventarier
- En gotländsk dopfunt av kalksten är från 1200-talet.
- En järnljusstake är från 1500-talet.
- Ett votivskepp är från 1781.
- Predikstolen är snidad 1730 av Måns Gran. 1785 övertogs den från Säbrå kyrka.
- En mässhake av italiensk sammet har broderier sydda redan på 1300-talet.

### Orgel
- 1853 byggdes en orgel av Johan Gustaf Ek, Torpshammar. Orgeln hade 10 1/2 stämmor, en manual och självständig pedal.
- 1939 byggdes en orgel av Åkerman & Lunds Nya Orgelfabriks AB, Sundbybergs stad. Orgeln var pneumatisk med rooseveltlådor.
- 1966 omdisponerades orgeln av Magnus Fries, Sparreholm.
- 2000 byggdes den nuvarande orgeln av Menzels Orgelbyggeri AB, Utansjö. Fasaden är från år 1853.

| Huvudverk I C-g3 | Svällverk II C-g3 | Pedal C-d1    | Koppel |
| Principal 8'     | Basetthorn 8´     | Subbas 16´    | I/P    |
| Gedackt 8'       | Principal 4'      | Violoncell 8' | II/P   |
| Octava 4'        | Spitsfleut 4'     | Basun 16'     | II/I   |
| Fleut 4'         | Fleut 2'          |               |        |
| Quinta 3'        | Vox virginia 8'   |               |        |
| Octava 2'        | Tremulant         |               |        |
| Trumpet 8'       |                   |               |        |
| Tremulant        |                   |               |        |

#### Kororgel
Den nuvarande kororgeln byggdes 1985 av Robert Gustavsson Orgelbyggeri AB, Härnösand och är en mekanisk orgel med slejflåda. Trägedackt 8', Nasat 3' och Octava 2' är inbyggda i svällskåp.
| Manual            | Pedal      | Koppel  |
| Trägedackt 8´     | Subbas 16´ | Man/Ped |
| Principal 4'      |            |         |
| Nasat 3'          |            |         |
| Octava 2'         |            |         |
| Sedecima 1'       |            |         |
| Crescendosvällare |            |         |